# Annemieke Hoogendijk
Annemieke Hoogendijk (Koog aan de Zaan, 30 september 1953) is een Nederlands tekstschrijfster, actrice en zangeres.

## Biografie
Hoogendijk kwam na haar studies Frans en Textiele Werkvormen in contact met Peter Jan Rens en zij werkten vanaf 1978 samen. Hoogendijk was in eerste instantie verantwoordelijk voor de zakelijke leiding en de administratie van Theatergroep Kaktus, maar ging allengs ook meespelen in theaterstukken en werd zangeres in de Kaktusband.
Hoogendijk is de tante van oud-voetbalster Anouk Hoogendijk.

## Carrière
Als Mevrouw Stemband werd zij bekend in De Grote Meneer Kaktus Show. Bekende uitspraken uit dat programma zijn o.a. "De tweede ronde, de tweede ronde!" en "Spelende vrouw, wat heb je nu geleerd?" Hoogendijk schreef ook liedjes voor het programma, selecteerde kinderen voor de show en verzorgde de eindredactie.
Het tientjesproject dat leidde tot de film Maria van Rens werd mede door Hoogendijk georganiseerd. Zij speelde ook een rol in die film. Later zou ze ook spelen in filmpjes in de televisieprogramma's Doet-ie 't of doet-ie 't niet en Geef nooit op.
Annemieke Hoogendijk werkte eerst een tijdje als ontwikkelaar van websites en was eigenaresse van een cateringbedrijf. Sinds 2009 exploiteert ze samen met haar partner Bert van Sas in Wemeldinge een bed & breakfast, De Derde Ronde.
In 2024 deed ze mee aan het 23e seizoen van De Slimste Mens. Ze eindigde in de finaleweek als zesde.